# Tails' Skypatrol
Tails' Skypatrol (яп. テイルスのスカイパトロール, Тейрусу но Сукайпаторо:ру, укр. Небесний патруль Тейлза) — відеогра серії Sonic the Hedgehog у жанрі shoot 'em up, розроблена компаніями SIMS й Japan System House та видана Sega ексклюзивно для консолі Sega Game Gear 28 квітня 1995 року в Японії. У 2003 році Tails' Skypatrol була включена в Sonic Adventure DX: Director’s Cut для Nintendo GameCube та Microsoft Windows як мінігра, а у 2005 році увійшла до складу збірки Sonic Gems Collection для PlayStation 2 і Nintendo GameCube. 
Гра є спінофом серії Sonic the Hedgehog, головним героєм якого виступає лисеня Тейлз, а не їжак Сонік. За сюжетом відьма, на ім'я Вітчкарт захоплює острів і оголошує себе його господинею, а всіх тих які їй не подобаються, збирається перетворити на магічні кристали. Тейлз, бачачи це, наважується врятувати острів. У Tails' Skypatrol гравець керує Тейлзом, і повинен управляти ним під час польоту, уникаючи перешкод, збираючи предмети на рівнях та знищуючи ворогів.
Tails' Skypatrol стала другою грою серії, де головним героєм є лис Тейлз, а не головний персонаж франшизи Сонік, та розроблялася спочатку як спіноф основної серії ігор. Проєкт одержав неоднозначні відгуки від ігрової преси. З переваг гри критики називають ігровий процес, але з недоліків відзначають графіку й управління.

## Ігровий процес

Тейлз на рівні «Training Area». Гравець повинен керувати персонажем під час польоту та використовувати кільце для взаємодії з ігровими об'єктами

Tails' Skypatrol є грою в жанрі shoot 'em up, у якій гравець керує лисеням Тейлзом під час польоту. За сюжетом гри зла відьма, на ім'я Вітчкарт (англ. Witchcart) захоплює острів, на який прибув головний герой, і оголошує себе його господинею, а всіх, які їй невгодні, збирається перетворити на кристали. Тейлз збирається зупинити Вітчкарт і врятувати острів.
Гравець керує Тейлзом, який постійно знаходиться в польоті, а самі рівні є сайд-скролерами, із прокруткою, тим самим лис летить вперед по заздалегідь відведеному шляху. Усього потрібно пройти п'ять ігрових рівнів («Training Area», «Rail Canyon», «Ruin Wood», «Metal Island» і «Dark Castle»). Наприкінці кожного рівня, окрім «Training Area», персонаж має перемогти босів-поплічників Вітчкарт (Фокквульф (англ. Fockewulf), Берейнджер (англ. Bearenger) та Керротія (англ. Carrotia)), а на останньому рівні доведеться перемогти саму Вітчкарт. Гравцю потрібно уникати зіткнення із землею та іншими перешкодами, інакше втрачається життя. Також життя втрачається, якщо у Тейлза скінчилася енергія, індикатор якої вказаний у верхньому лівому кутку. Енергію можна поповнювати, збираючи на рівнях цукерки, які можуть лежати від однієї до трьох штук за раз. Якщо гравець заробить у грі 10 та 30 тисяч очок, то отримує додаткове життя.
Протягом гри Тейлз тримає в руці кільце, завдяки якій він може взаємодіяти з такими предметами, як гирі, вагонетки, повітряні кулі та інші. За допомогою цього кільця також можна пробивати стіни та знищувати ворогів. Якщо гравець ударяється об ворога або зазнає атаки, то лис буде втрачати висоту, і потрібно швидко натискати на кнопки, щоб не втратити життя. За допомогою кільця також можна бити дзвіночки, які розкидані за рівнем. Якщо це зробити, то гравець продовжить з того місця, де цей дзвіночок знаходиться, а не починати рівень заново. На рівнях можуть бути різні бонусні предмети, що дають гравцеві додаткові очки та інші можливості.

## Розробка та випуск гри
На відміну від інших ігор серії Sonic the Hedgehog, у розробці Tails Skypatrol брала участь японська студія SIMS, що спеціалізується на випуску консольних відеоігор, а також компанія JSH, але при цьому видавцем виступила Sega, що дала ліцензію на розробку гри. Tails' Skypatrol стала другою грою серії, головним героєм якої є лисеня Тейлз, а не їжак Сонік (першою була Tails and the Music Maker), а ігрова механіка помітно відрізняється від інших частин Sonic the Hedgehog і містить численні елементи жанру shoot 'em up. Реліз відбувся 28 квітня 1995 року лише на території Японії ексклюзивно для портативної ігрової приставки Sega Game Gear. Документація яка поставлялася з грою була японською мовою, водночас інтерфейс у самій грі був англійською.
Довгий час Tails' Skypatrol не випускалася в інших регіонах, проте у 2003 році вона з'явилася в грі Sonic Adventure DX: Director’s Cut для консолі Nintendo GameCube і для персональних комп'ютерів на платформі Microsoft Windows як відкривальна мінігра. У 2005 році Tails' Skypatrol увійшла до складу збірки Sonic Gems Collection, яка була випущена для ігрових консолей PlayStation 2 і GameCube. У збірнику також міститься оригінальна документація гри японською мовою.

## Оцінки та відгуки
| Видання | Оцінка |
| ------- | ------ |
| Famitsu | 22/40  |

Tails' Skypatrol отримала змішані відгуки критиків. У японському журналі Famitsu оригінальну версію оцінили у 22 бали з 40 можливих. Критик сайту Sega-16, Аарон Вілкотт, назвав Tails' Skypatrol вельми незвичайною грою і відзначив простий інтерфейс, управління та непогану ідею, хоч і помітив, що гра не дотягує до інших ігор-шутерів, в результаті поставивши оцінку в 7 балів з 10. Оглядач сайту Game Revolution, оцінюючи Sonic Adventure DX: Director’s Cut, назвав Tails' Skypatrol разом з рештою ігор приставки Sega Game Gear гарним доповненням і позитивно відгукнувся про емуляцію.
Джеремі Періш з 1UP.com негативно відгукнувся про гру і назвав Tails' Skypatrol у збірці Sonic Gems Collection «сміттям» і «я не хочу грати в це навіть на Game Gear, не кажучи вже про GameCube» Рецензент Том Бромвелл із сайту Eurogamer критикував погану якість графіки на великому телевізорі, але загалом назвав Tails' Skypatrol «терпимою» грою. Оглядач із GameZone навпаки, позитивно відгукнувся про Tails' Skypatrol, назвавши її найцікавішою серед Game Gear ігор у Sonic Gems Collection, позитивно оцінивши ігровий процес з акцентом на вирішення головоломок.

### Вплив
Tails' Skypatrol стала другою грою серії Sonic the Hedgehog, в якій головним героєм виступає лисеня Тейлз. У 1995 році було розроблено Tails Adventure, третя і остання гра, у якій головним ігровим персонажем теж є Тейлз. Головний антагоніст Tails' Skypatrol, відьма Вітчкарт пізніше з'явилася в коміксах Sonic the Hedgehog видавництва Archie Comics.